# ریچارد فنویک (بازیکن فوتبال)
ریچارد فنویک (انگلیسی: Richard Fenwick؛ زادهٔ) بازیکن فوتبال اهل بریتانیا است.
از باشگاه‌هایی که در آن بازی کرده‌است می‌توان به باشگاه فوتبال دونکستر راورز، باشگاه فوتبال شفیلد، و باشگاه فوتبال شفیلد یونایتد اشاره کرد.